# Кандалакшский залив
Кандала́кшский зали́в (Кандалакский залив, карел. Kandalakši, Kandalahti — букв. «залив реки Канда») — один из четырёх крупнейших заливов Белого моря, наряду с Двинской губой, Онежской губой и Мезенской губой. Расположен в Мурманской области и Республике Карелия на северо-западе России. 

## География
Омывает южный берег Кольского полуострова. На северо-западной оконечности залива на берегу губы Лупчи расположен город Кандалакша.
В заливе имеются сотни мелких островов шхерного типа. Крупнейшие острова залива — Ряшков, Олений, Волей, Великий, Сидоров, Кереть, Вачев и Пежостров. Глубина у западной оконечности достигает 300 м, внутренняя часть мелководная. Действуют маяки, установленные, например на мысе Шарапов.
В Кандалакшском заливе высота прилива может превышать 11 метров.

## Природа
Место массового гнездования обыкновенной гаги беломорской популяции, других водоплавающих и прибрежных птиц, линьки селезней нырковых уток и крохалей и остановки пролётных птиц. В акватории залива расположен Кандалакшский заповедник.
В 1976 году залив был включён в перечень водно-болотных угодий международного значения, подпадающих под действие Рамсарской конвенции.

## Иллюстрации

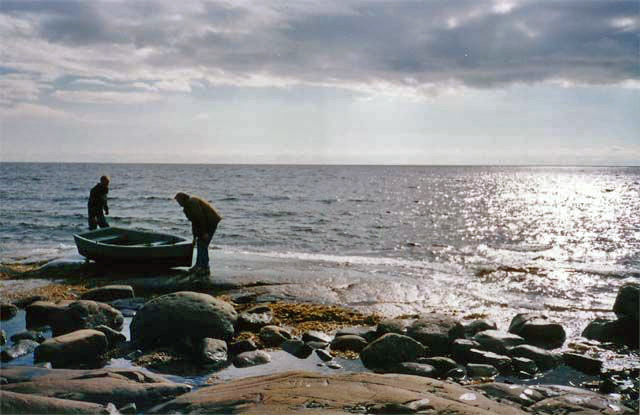
На берегу Кандалакшского залива
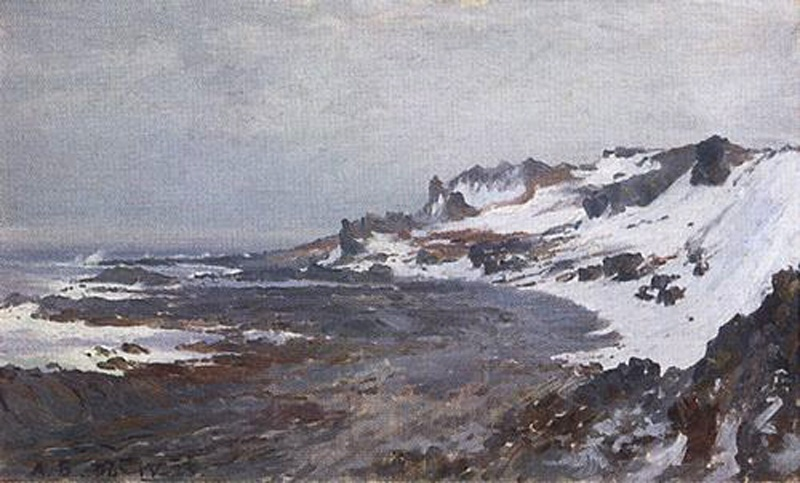
В Кандалакшском заливе, картина Александра Борисова, 1896 год

## Карты

Листы из набора карт Восточной Европы Картографической военной службы США. Серия 501. 1954. Масштаб 1:250 000
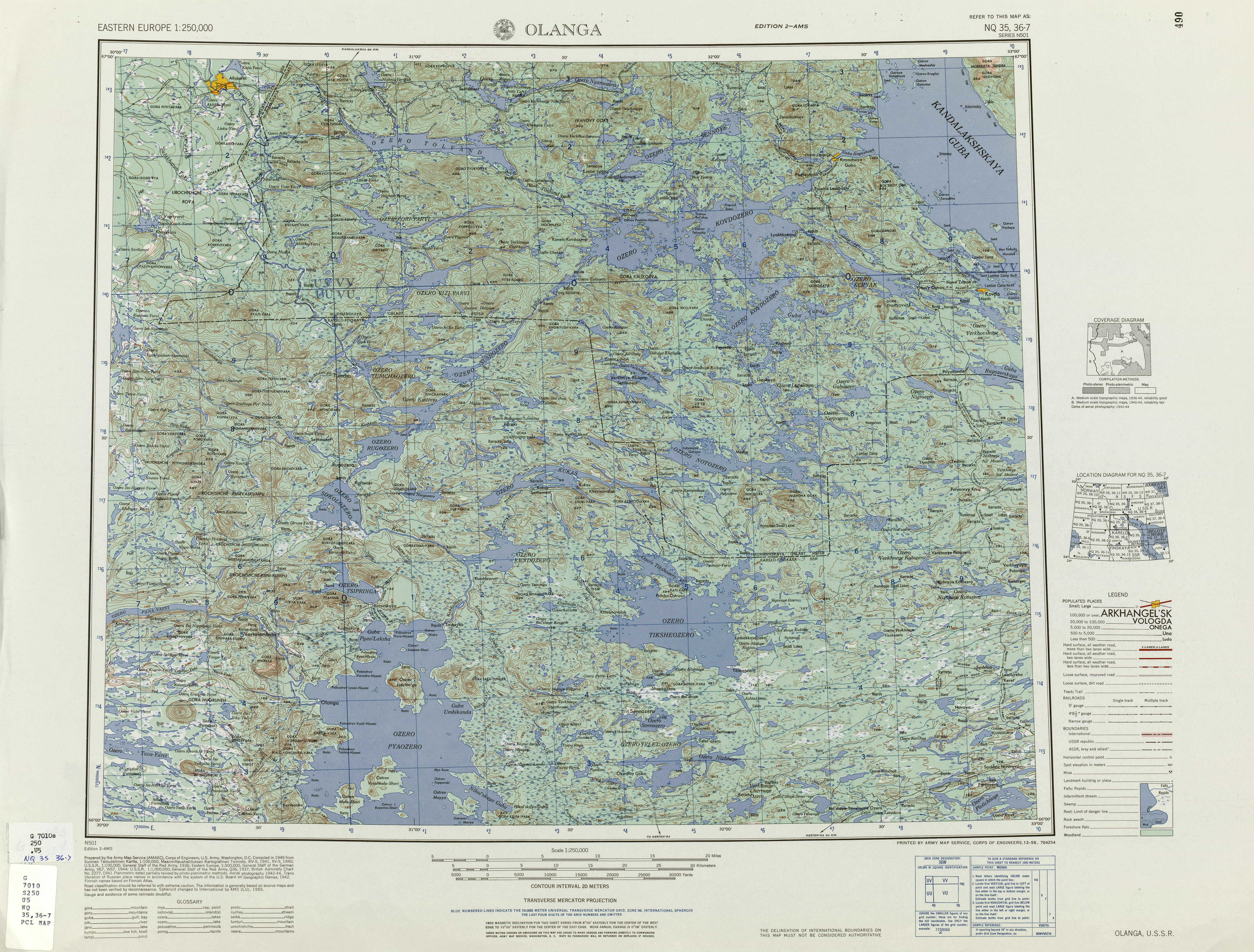
NQ 35-7
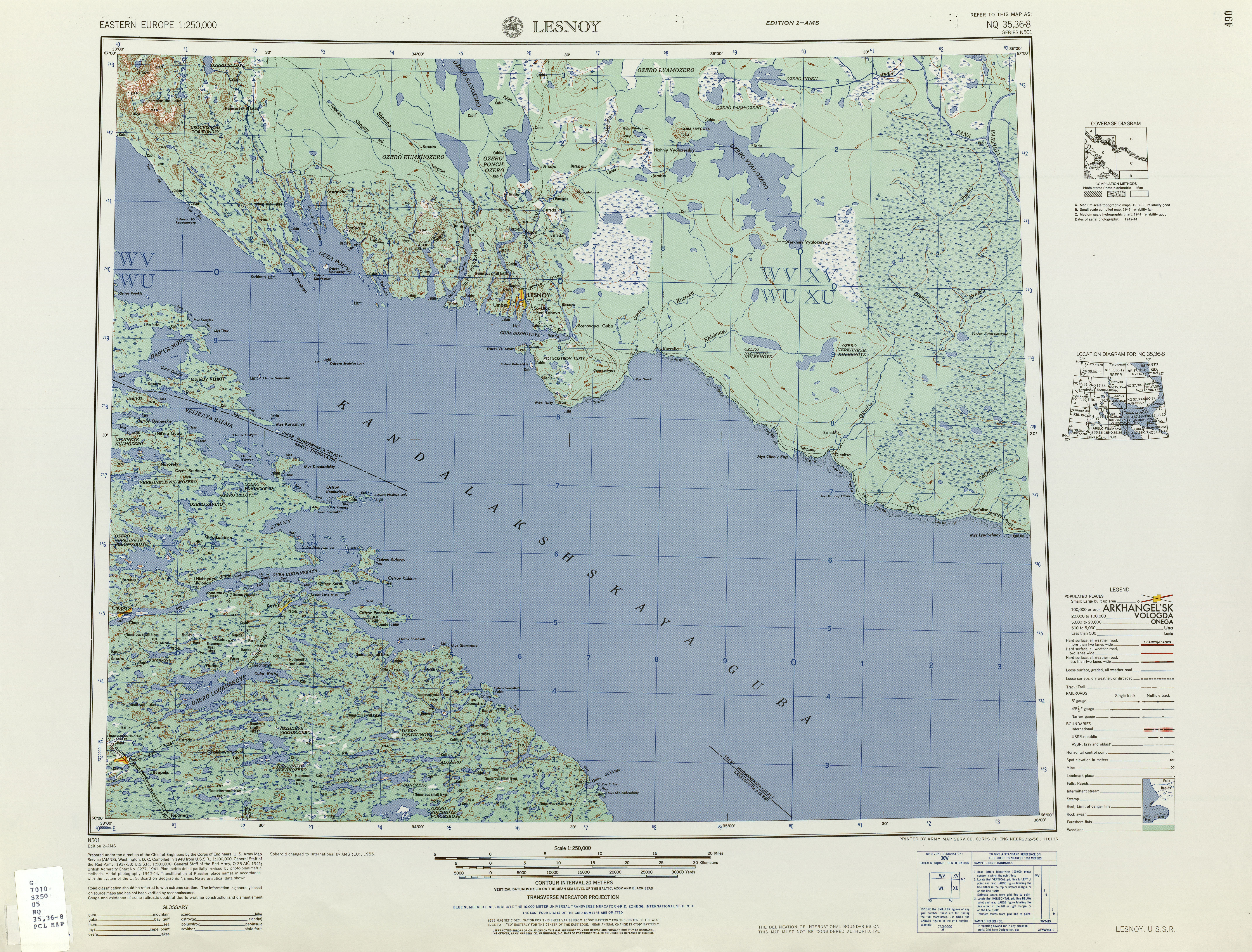
NQ 35-8